# Chứng minh π là số vô tỉ
Vào những năm 1760, Johann Heinrich Lambert đã chứng minh rằng số π (pi) là vô tỷ: nghĩa là nó không thể được biểu thị dưới dạng phân số a/b, trong đó a là số nguyên và b là số nguyên khác không. Vào thế kỷ 19, Charles Hermite đã tìm thấy một chứng minh không đòi hỏi kiến thức tiên quyết nào ngoài vi tích phân cơ bản. Ba lần đơn giản hóa của chứng  minh của Hermite là do Mary Cartwright, Ivan Niven và Nicolas Bourbaki. Một chứng minh khác, đó là sự đơn giản hóa chứng minh của Lambert, là do Miklós Laczkovich.
Năm 1882, Ferdinand von Lindemann đã chứng minh rằng π không chỉ là số vô tỷ, mà còn là số siêu việt.

## Chứng minh của Lambert

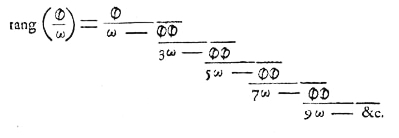
Quét công thức trên trang 288 của tác phẩm "Mémoires sur quelques ownétés remarquables des quantités transcendantes, Circulaires et logarithmiques", Mémoires de l'Académie royale des scatics de Berlin (1768), 265 – 322.

Năm 1761, Lambert đã chứng minh rằng π là số vô tỷ khi lần đầu tiên chứng minh rằng liên phân số mở rộng này là đúng:
{\displaystyle \tan(x)={\cfrac {x}{1-{\cfrac {x^{2}}{3-{\cfrac {x^{2}}{5-{\cfrac {x^{2}}{7-{}\ddots }}}}}}}}.}
Sau đó Lambert đã chứng minh rằng nếu x là khác không và hữu tỷ thì biểu thức này phải là số vô tỷ. Do tan (π/4) = 1, suy ra π / 4 là số vô tỷ và do đó π là số vô tỷ. Một cách chứng minh đơn giản hóa chứng minh của Lambert được đưa ra dưới đây.

## Chứng minh của Hermite
Bằng chứng này sử dụng đặc tính của π là số dương nhỏ nhất có hàm cosin của 1/2 số này bằng 0 và nó thực ra chứng minh rằng π2 là số vô tỷ. Như trong nhiều bằng chứng về số vô tỷ, nó là một phép chứng minh sử dụng mâu thuẫn.
Xét các chuỗi hàm An và Un từ {\displaystyle \mathbb {R} } tới {\displaystyle \mathbb {R} } cho {\displaystyle n\in \mathbb {N} _{0}} mà được định nghĩa bởi:
{\displaystyle {\begin{aligned}A_{0}(x)&=\sin(x),&&A_{n+1}(x)=\int _{0}^{x}yA_{n}(y)\,dy\\[4pt]U_{0}(x)&={\frac {\sin(x)}{x}},&&U_{n+1}(x)=-{\frac {U_{n}'(x)}{x}}\end{aligned}}}
Sử dụng quy nạp chúng ta có thể chứng minh rằng
{\displaystyle {\begin{aligned}A_{n}(x)&={\frac {x^{2n+1}}{(2n+1)!!}}-{\frac {x^{2n+3}}{2\times (2n+3)!!}}+{\frac {x^{2n+5}}{2\times 4\times (2n+5)!!}}\mp \cdots \\[4pt]U_{n}(x)&={\frac {1}{(2n+1)!!}}-{\frac {x^{2}}{2\times (2n+3)!!}}+{\frac {x^{4}}{2\times 4\times (2n+5)!!}}\mp \cdots \end{aligned}}}
{\displaystyle U_{n}(x)={\frac {A_{n}(x)}{x^{2n+1}}}.\,}
Vì thế
{\displaystyle {\begin{aligned}{\frac {A_{n+1}(x)}{x^{2n+3}}}&=U_{n+1}(x)=-{\frac {U_{n}'(x)}{x}}=-{\frac {1}{x}}{\frac {\mathrm {d} }{\mathrm {d} x}}\left({\frac {A_{n}(x)}{x^{2n+1}}}\right)\\[6pt]&=-{\frac {1}{x}}\left({\frac {A_{n}'(x)\cdot x^{2n+1}-(2n+1)x^{2n}A_{n}(x)}{x^{2(2n+1)}}}\right)={\frac {(2n+1)A_{n}(x)-xA_{n}'(x)}{x^{2n+3}}}\end{aligned}}}
tương đương với
{\displaystyle A_{n+1}(x)=(2n+1)A_{n}(x)-x^{2}A_{n-1}(x).\,}
Sử dụng định nghĩa của chuỗi và sử dụng phép quy nạp, chúng ta có thể chứng minh được rằng
{\displaystyle A_{n}(x)=P_{n}(x^{2})\sin(x)+xQ_{n}(x^{2})\cos(x),\,}
Trong đó Pn và Qn là các hàm đa thức có hệ số nguyên và bậc của Pn nhỏ hơn hoặc bằng ⌊n/ 2⌋. Cụ thể, An (π/2) =  Pn (π2/4).
Hermite cũng đưa ra biểu thức đóng cho hàm An, cụ thể là
{\displaystyle A_{n}(x)={\frac {x^{2n+1}}{2^{n}n!}}\int _{0}^{1}(1-z^{2})^{n}\cos(xz)\,\mathrm {d} z.\,}
Ông không đưa ra chứng minh cho khẳng định này, nhưng nó có thể được chứng minh dễ dàng. Trước hết, khẳng định này tương đương với
{\displaystyle {\frac {1}{2^{n}n!}}\int _{0}^{1}(1-z^{2})^{n}\cos(xz)\,\mathrm {d} z={\frac {A_{n}(x)}{x^{2n+1}}}=U_{n}(x).}
Tiến hành theo quy nạp, lấy n =  0.
{\displaystyle \int _{0}^{1}\cos(xz)\,\mathrm {d} z={\frac {\sin(x)}{x}}=U_{0}(x)}
và, đối với bước quy nạp, xem xét bất kỳ {\displaystyle n\in \mathbb {N} }. Nếu
{\displaystyle {\frac {1}{2^{n}n!}}\int _{0}^{1}(1-z^{2})^{n}\cos(xz)\,\mathrm {d} z=U_{n}(x),}
sau đó, sử dụng tích phân từng phần và quy tắc tích phân Leibniz, ta sẽ có
{\displaystyle {\begin{aligned}{\frac {1}{2^{n+1}(n+1)!}}&\int _{0}^{1}(1-z^{2})^{n+1}\cos(xz)\,\mathrm {d} z\\&={\frac {1}{2^{n+1}(n+1)!}}\left(\overbrace {\left.(1-z^{2})^{n+1}{\frac {\sin(xz)}{x}}\right|_{z=0}^{z=1}} ^{=0}+\int _{0}^{1}2(n+1)(1-z^{2})^{n}z{\frac {\sin(xz)}{x}}\,\mathrm {d} z\right)\\[8pt]&={\frac {1}{x}}\cdot {\frac {1}{2^{n}n!}}\int _{0}^{1}(1-z^{2})^{n}z\sin(xz)\,\mathrm {d} z\\[8pt]&=-{\frac {1}{x}}\cdot {\frac {\mathrm {d} }{\mathrm {d} x}}\left({\frac {1}{2^{n}n!}}\int _{0}^{1}(1-z^{2})^{n}\cos(xz)\,\mathrm {d} z\right)\\[8pt]&=-{\frac {U_{n}'(x)}{x}}\\[4pt]&=U_{n+1}(x).\end{aligned}}}
Nếu π2/4 = p/q, với p và q thuộc {\displaystyle \mathbb {N} }, thì vì các hệ số của Pn là các số nguyên và bậc của nó nhỏ hơn hoặc bằng ⌊n/2⌋, q⌊ n / 2⌋Pn(π 2/4) là một số nguyên N. Nói cách khác,
{\displaystyle N=q^{\left\lfloor {\frac {n}{2}}\right\rfloor }A_{n}\left({\frac {\pi }{2}}\right)=q^{\left\lfloor {\frac {n}{2}}\right\rfloor }{\frac {\left({\frac {p}{q}}\right)^{n+{\frac {1}{2}}}}{2^{n}n!}}\int _{0}^{1}(1-z^{2})^{n}\cos \left({\frac {\pi }{2}}z\right)\,\mathrm {d} z.}
Nhưng con số này rõ ràng lớn hơn 0. Mặt khác, giới hạn của đại lượng này khi n đi đến vô cùng là 0 và vì vậy, nếu n đủ lớn thì N< 1. Vậy sẽ dẫn tới một mâu thuẫn.
Hermite đã không đưa ra chứng minh của mình như là một kết thúc mà là một tư duy trung gian trong quá trình tìm kiếm một bằng chứng về tính siêu việt của π. Ông đã thảo luận về các mối quan hệ lặp lại để thúc đẩy và để có được một đại diện tích phân thuận tiện. Một khi đại diện tích phân này có được, có nhiều cách khác nhau để trình bày một cách chứng minh cô đọng và khép kín bắt đầu từ tích phân (như trong các bài thuyết trình của Cartwright, Bourbaki hoặc Niven), mà Hermite có thể dễ dàng nhận ra (như ông đã làm trong chứng minh về tính siêu việt của số e ).
Hơn nữa, chứng minh của Hermite gần với chứng minh của Lambert hơn khi nhìn bề ngoài. Trong thực tế, An (x) là "phần dư" của phần nối tiếp của phân giải Lambert cho hàm tan(x).

## Chứng minh của Cartwright
Harold Jeffreys đã viết rằng bằng chứng này đã được Mary Cartwright lấy làm ví dụ trong một kỳ thi tại Đại học Cambridge vào năm 1945, nhưng bà đã không truy ra được nguồn gốc của nó.
Xét tích phân sau :
{\displaystyle I_{n}(x)=\int _{-1}^{1}(1-z^{2})^{n}\cos(xz)dz}
Với n là số nguyên không âm
Hai tích hợp theo từng bộ phận cung cấp mối quan hệ lặp lại
{\displaystyle x^{2}I_{n}(x)=2n(2n-1)I_{n-1}(x)-4n(n-1)I_{n-2}(x)} {\displaystyle (n\geq 2)}
Nếu    {\displaystyle J_{n}(x)=x^{2n+1}I_{n}(x)}
Thì nó biến thành    {\displaystyle J_{n}(x)=2n(2n-1)J_{n-1}(x)-4n(n-1)x^{2}J_{n-2}(x)}
Hơn nữa ta có {\displaystyle J_{0}(x)=2\sin(x)} và {\displaystyle J_{1}(x)=-4x\cos(x)+4\sin(x)}
Do đó với mọi {\displaystyle n\in Z_{+}} ta có : {\displaystyle J_{n}(x)=x^{2n+1}I_{n}(x)=n!(P_{n}(x)\sin(x)+Q_{n}(x)\cos(x))}
trong đó Pn (x) và Qn (x) là các đa thức bậc ≤ n và với hệ số nguyên (phụ thuộc vào n).
Đặt {\displaystyle x={\frac {\pi }{2}}} và giả sử {\displaystyle {\frac {\pi }{2}}={\frac {a}{b}}} với a và b là các số tự nhiên ( tức giả sử π là số hữu tỉ ) . Sau đó :
{\displaystyle {\frac {a^{2n+1}}{n!}}I_{n}({\frac {\pi }{2}})=P_{n}({\frac {\pi }{2}})b^{2n+1}}
Phía bên phải là một số nguyên. Nhưng {\displaystyle 0<I_{n}({\frac {\pi }{2}})<2} vì khoảng [−1, 1] có độ dài là 2 và hàm đang được tích phân chỉ nhận các giá trị từ 0 đến 1. Mặt khác,
{\displaystyle {\frac {a^{2n+1}}{n!}}\longrightarrow 0{\text{ với  }}n\longrightarrow \infty }
Do đó, đối với n đủ lớn : {\displaystyle 0<{\frac {a^{2n+1}I_{n}({\frac {\pi }{2}})}{n!}}<1}
Nghĩa là, chúng ta có thể tìm thấy một số nguyên từ 0 đến 1. Đó là mâu thuẫn xuất phát từ giả thiết rằng π là số hữu tỉ.